# Buch am Wald
Buch am Wald (ufficialmente Buch a.Wald) è un comune tedesco di 976 abitanti, situato nel land della Baviera.